# Wilhelm Hofmann
Wilhelm Hofmann, nemški častnik, vojaški pilot in letalski as, * 24. marec 1921, Reichelsheim, padel v boju 26. marec 1945.

## Življenjepis
Wilhelm Hofmann se je rodil 24. marca 1921 v Reichelsheimu v Hessnu. Luftwaffe se je pridružil po opravljenem usposabljanju za vojaškega pilota in bil 11. junija 1942 dodeljen 1./JG 26. Svojo prvo zračno zmago je dosegel nad britanskim lovcem Supermarine Spitfire, ki ga je 11. oktobra 1942 sestrelil v bližini mesta Cassel. 
9. decembra je bil zaradi okvare motorja svojega lovca Focke Wulf Fw 190 A-4 (W. Nr. 5617) prisiljen zasilno pristati v bližini nemškega mesta landed Watten, pri čemer je utrpel tako hude poškodbe, da je več mesecev preživel v bolnišnici. K svoji enoti se je vrnil šele 31. marca 1943, takrat pa je bila ta enota stacionirana že na vzhodni fronti. Svojo edino zmago na tem delu bojišča in svojo skupno drugo zmago, je dosegel 14. maja, ko je sestrelil sovjetskega lovca LaGG-3.
Septembra 1943, je bil premeščen k 10./JG 26, že oktobra pa k 8./JG 26. Status letalskega asa si je pridobil 7. januarja 1944, ko je sestrelil svoje peto letalo in hkrati svoj prvi težki bombnik, ameriško »letečo trdnjavo« Boeing B-17. 29. februarja 1944 je postal s činom poročnika Staffelkapitän 8./JG 26. Svojo 10. zmago je dosegel 15. marca 1944, po zavezniškem izkrcanju v Normandiji pa je število zmag še povečal. Kmalu je bil povišan v čin nadporočnika, za svojih 26 zračnih zmag pa je bil 22. julija 1944 odlikovan z Nemškim križem v zlatu. 
20. avgusta je sestrelil dva ameriška lovca Republic P-47 Thunderbolt in dvignil svoje število zmag na 30. 22. oktobra je Hofmann utrpel poškodbo levega očesa, ko je pregledoval letalski mitraljez, ki so ga vzeli iz njegovega lovca. Pri pregledu se je zaklep mitraljeza nepričakovano zaprl in mu razlil oko. Hofmann je nadaljeval z letenjem s prevezo preko levega očesa. Za 40 zračnih zmag je bil 24. oktobra 1944 odlikovan z Viteškim križem. 1. januarja 1945 je Hofmann vodil 8./JG 26 v operaciji Bodenplatte, napadu na zavezniško letališče Bruselj-Evere, 15. januarja pa je prevzel poveljstvo nad  5./JG 26, hkrati pa ostal tudi poveljnik nad svojo prejšnjo enoto 8./JG 26. 15. februarja je bil razrešen dolžnosti poveljnika 8./JG 26 in postal stalni poveljnik 5./JG 26. 
26. marca 1945 je Hofmann vodil formacijo osmih Fw-190 na lovsko-bombniško nalogo na območju Wesel-Bocholt. Formacija je v bližini Münstra naletela na ameriške bombnike Martin B-26 Marauder, ki so jih spremljali britanski lovci Hawker Tempest. Hofmann je svojo enoto popeljal v napad na spremljevalne lovce in sestrelil svoje 44. letalo, nato pa je v boju izginil. Kasneje so ugotovili, da ga je po nesreči sestrelil njegov spremljevalni lovec. Hofmann je iz zadetega letala sicer uspel izskočiti, vendar je letel prenizko, da bi se njegovo padalo še odprlo, zaradi česar se je ob padcu ubil.
Wilhelm Hofmann je na 260 nalogah sestrelil 44 sovražnih letal, med katerimi je eno dosegel nad vzhodnim bojiščem, vse ostale pa nad zahodnim. Med njegovimi zmagami so bili štirje težki štirimotorni bombniki, 13 lovcev Republic P-47 Thunderbolt in 10 lovcev North American P-51 Mustang.

## Odlikovanja
- Nemški križ v zlatu (22. julij 1944)
- Viteški križ železnega križca (24. oktober 1944)